# إبراهيم بحر
إبراهيم بحر (2 أغسطس 1956 - 15 فبراير 2019)، ممثل بحريني.

## عن حياته
هو الأخ الأكبر للمغني علي بحر. ممثل ومخرج مسرحي بحريني، خريج المعهد العالي للفنون المسرحية عام 1982، كما حصل على دبلوم دراسات عليا في التربية من جامعة القديس يوسف. متزوج وله أربع بنات وولد، شغل وظيفة رئيس الإنتاج الإذاعي والتلفزيوني بمركز التقنيات التربوية بوزارة التربية والتعليم. شارك في الكثير من الأعمال المسرحية داخل البحرين وخارجها.

## من الأعمال المسرحية كممثل
1. مسرحية السيد من إنتاج مسرح الجزيرة.
2. مسرحية واقدساه من إنتاج اتحاد الفنانين العرب وقدمت في القاهرة والأردن ودمشق وبغداد حيث شارك فيها نخبة من الوطن العربي وعلى رأسهم الفنان القدير محمود ياسين، فاطمة التابعي، غسان مطر، محمد المنصور.
3. سوق المقاصيص من إنتاج مسرح أوال.
4. مسرحية درب العدل من إنتاج مسرح أوال.

## من الأعمال المسرحية كمخرج
1. فاقد إنتاج مسرح نادي كرزكان الرياضي.
2. الدائة من إنتاج مسرح الجزيرة.
3. وجها لوجه من إنتاج مسرح الصواري.

## من الأعمال التلفزيونية كممثل
1. حسن ونور السنا.
2. بحر الحكايات.
3. رحلة العجائب.
4. نورة.
5. سرى الليل.
6. ملامح بشر.
7. البيت العود
8. فرجان لول
9. سعدون
10. سرور
11. ابن الحداد

## وفاته
توفي إبراهيم بحر يوم الجمعة 15 فبراير 2019 بعد صراع مع أمراض الكلى حتى أصيب بقصورٍ تام. ونعاه العديد من الفنانين على مواقع التواصل الاجتماعي.

## روابط خارجية
- إبراهيم بحر على موقع قاعدة بيانات الأفلام العربية